# МКС-37
МКС-37 — тридцать седьмой долговременный экипаж Международной космической станции. Его работа началась 10 сентября 2013 года, 23:37 UTC с момента отстыковки Союз ТМА-08М от станции. В состав экспедиции вошли три члена экипажа космического корабля Союз ТМА-09М, ранее работавшие в составе экспедиции МКС-36. 26 сентября 2013 года, 02:45 UTC экспедиция пополнилась тремя членами экипажа космического корабля Союз ТМА-10М. Завершилась экспедиция 10 ноября 2013 года, 23:26 UTC в момент отстыковки Союз ТМА-09М.
Фёдор Юрчихин установил новый рекорд продолжительности работы на МКС. За одну экспедицию посещения (МКС-5) и 5 основных экспедиций (МКС-15, МКС-24/25, МКС-36/37) он проработал на МКС 528 дней 9 часов 30 минуты 51 секунду.

## Экипаж
| Должность   | 10-26 сентября 2013 года | 26 сентября — 10 ноября 2013 года | № космического полёта | Корабль доставки |
| ----------- | ------------------------ | --------------------------------- | --------------------- | ---------------- |
| Командир    | Фёдор Юрчихин, ФКА       | Фёдор Юрчихин, ФКА                | 4                     | Союз ТМА-09М     |
| Бортинженер | Карен Найберг, НАСА      | Карен Найберг, НАСА               | 2                     | Союз ТМА-09М     |
| Бортинженер | Лука Пармитано, ЕКА      | Лука Пармитано, ЕКА               | 1                     | Союз ТМА-09М     |
| Бортинженер |                          | Олег Котов, ФКА                   | 3                     | Союз ТМА-10М     |
| Бортинженер |                          | Сергей Рязанский, ФКА             | 1                     | Союз ТМА-10М     |
| Бортинженер |                          | Майкл Хопкинс, НАСА               | 1                     | Союз ТМА-10М     |

7 ноября 2013 года, 04:14 UTC к МКС пристыковался космический корабль Союз ТМА-11М с тремя членами экипажа. Таким образом, в период с 7 по 10 ноября к МКС одновременно были пристыкованы три космических корабля Союз с девятью членами экипажа. Это было сделано для осуществления 9 ноября 2013 года выхода в открытый космос с выносом олимпийского факела Зимних Олимпийских Игр 2014 в Сочи, доставленного экипажем корабля Союз ТМА-11М, и возвращения факела на Землю 11 ноября 2013 года экипажем корабля Союз ТМА-09М.

## Ход экспедиции

### Выход в открытый космос
- 9 ноября 2013 года,  Олег Котов и  Сергей Рязанский, из модуля Пирс, длительность 5 часов 50 минут[3], работы на российском сегменте МКС, вынос олимпийского факела.

### Принятый грузовой корабль
- Cygnus COTS Demo, запуск 18 сентября 2013 года, стыковка 29 сентября 2013 года. Первый демонстрационный полёт грузового корабля типа Cygnus к МКС.